# Baškai kőtábla

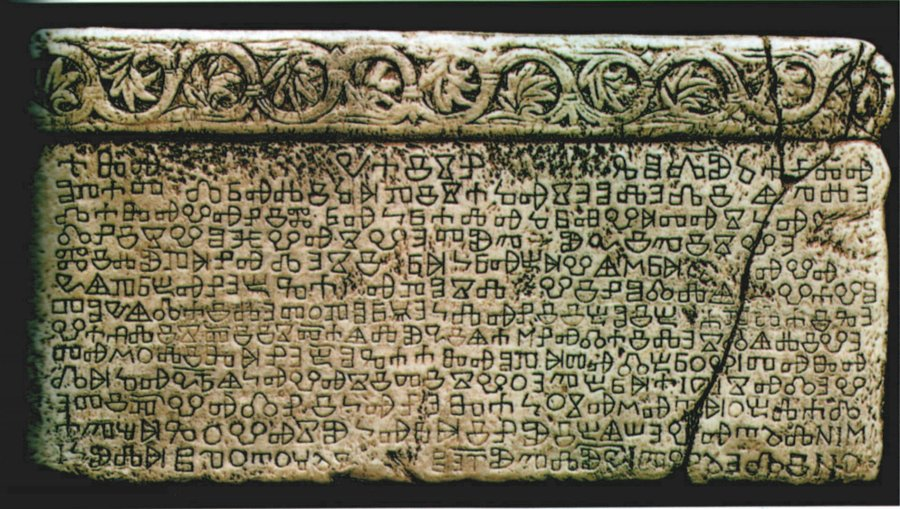
A baškai kőtábla

A baškai kőtábla (horvátul Bašćanska ploča) az egyik első jelentős horvát nyelvemlék. Az 1100 környékére datált homokkőtáblára[forrás?] horvát recenzálásban, glagolita irásban rögzítettek egy óegyházi szláv nyelven írt birtokadományozási szöveget.

## Felfedezése
A táblára a baškai papok hívták fel a neves horvát történész, Ivan Kukuljević Sakcinski figyelmét 1851-ben, aki a krk-szigeti Baškához tartozó Jurandvor Szent Lúcia templomának padozatában három részre törve, és eléggé elhasználódott állapotban találta meg. 1861-ben, amikor Ivan Crničic nyelvész és történész megtalálta, már a templom Rózsafüzér királynőjének szentelt kápolnájában volt, ahova előzőleg Ivan Vitezić krki püspök helyeztette át. A három részre tört táblát Vitezić utóda, Franjo Ferentić püspök vasabronccsal kapcsoltatta össze. Hogy a nedvességtől megvédjék, a szlavisztikai akadémia kezdeményezésére Antun Mahnić püspök üveges vitrinbe záratta, ám ennek ellenére a tábla állapota tovább romlott. Végül 1934-ben Josip Srebrnić püspök további megőrzésre átadta a Horvát Tudományos és Művészeti Akadémiának, ahol a tábla ma az akadémia főépületében található Zágrábban. Az országban számos másolat is található belőle.

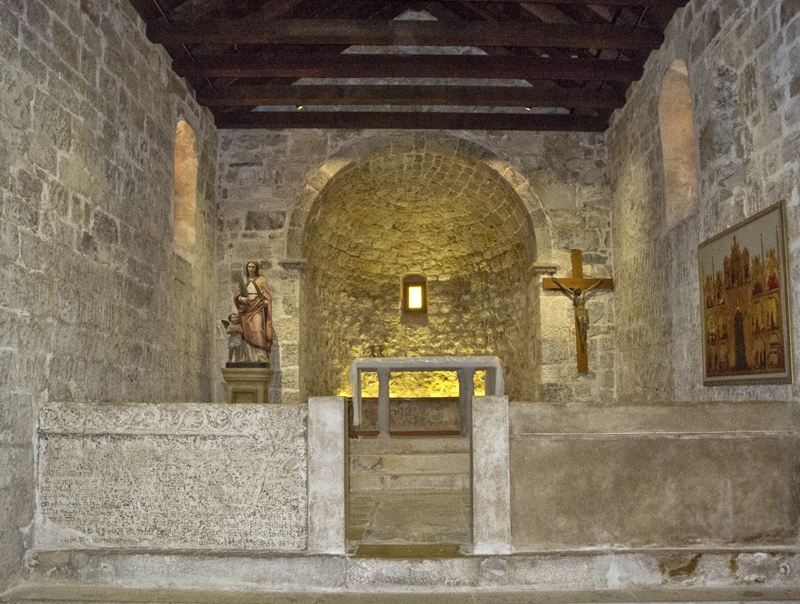
A tábla másolata a Szent Lúcia templomban a szentélyt elválasztó korlát bal oldalán, ahol a feltételezés szerint eredetileg állt.

Kukuljević már 1853-ban elküldte a tábla szövegének amatőr átiratát a neves szlovák történésznek és nyelvésznek Pavel Jozef Šafáriknak, aki azt sem tudta biztosan, hogy pontosan milyen jellegű írásról van szó és először titkosírásnak gondolta. Tanulmányozásához később több szlavista nyelvész (Mesić, Črnčić, Rački, Geitler, Jagić, Strohal) és mások is csatlakoztak, akik közül Ivan Crničić volt a legsikeresebb. Rački 1875-ben felfigyelt a szöveg kettős szerkezetére (az a rész, mely a föld adományozásáról és a templom építéséről beszél). A glagolita betűk károsodása és átmeneti típusa is nagy problémákat vetett fel a tudósok számára, melyeket a mai napig nem sikerült teljesen tisztázni. Annak érdekében, hogy az olvasatok eltéréseit egységesítsék, ma Branko Fučić olvasata a legelfogadottabb.

## Leírása
A tábla mészkőből készült.[forrás?] 197 cm széles, 99 cm magas és 8 cm vastag. Felső széle mentén növényi indákból és levelekből álló díszítés, többi felületén pedig 13 soros felirat található.
A táblát eredetileg abban a pluteusban helyezték el, amely elválasztotta a presbitériumot (a papság helye) a hajótól (a hívek helyétől) és csak később, valószínűleg a 15. században került a templom padozatába, ahol a koptatás következtében eléggé megrongálódott.
A tábla ma legelfogadottabb szövege Branko Fučić szerint:
| Az eredeti óhorvát szöveg latin betűkkel átírva | Az eredeti szöveg a mai horvát nyelven | Magyar fordítás |
| --- | --- | --- |
| Azъ [vъ ime ot]ca i s(i)na [i s](ve)tago duha azъ opat[ъ] Držiha pisahъ se o ledi[n]e juže da Zъvъnim[i]rъ kralъ hrъvatъskъ[ï] [vъ] dni svoję vъ svetuju [L]uciju i s[vedo]mi županъ Desi[m]ra Krъ[b]avě Mra[tin]ъ vъ (li)cě Pr(i)bъnebga [s]ъ posl[ъ] Vin[od](o)lě [Ěk](o)vъ v(ъ) Otocě da iže to poreče klъni i bo(g) i bï(=12) ap(osto)la i g(=4) eva(n)j(e)listi i s(ve)taě Luciě am(e)nъ da iže sdě živetъ moli za ne boga azъ opatъ D(o)brovitъ zъdah crěkъvъ siju i svoeju bratiju sъ devetiju vъ dni kъneza kosъmъta obladajućago vъsu Kъrainu i běše vъ tъ dni Mikula vъ Otočъci [sъ S]vetuju Luciju vъ edino | Ja, u ime Oca i Sina i Svetoga Duha. Ja opat Držiha pisah ovo o ledini koju dade Zvonimir, kralj hrvatski u dane svoje svetoj Luciji. Svjedoče mi župan Desimir u Krbavi, Martin u Lici, Piribineg u Vinodolu i Jakov na Otoku. Da tko poreče, nega ga prokune i Bog i 12 apostola i 4 evanđelista i sveta Lucija. Amen. Neka onaj tko ovdje živi, moli za njih Boga. Ja opat Dobrovit zidah crkvu ovu sa svoje devetero braće u dane kneza Kosmata koji je vladao cijelom Krajinom. I bijaše u te dane [župa sv.] Mikula u Otočcu sa [župom] svetom Lucijom zajedno. | Az Atya, a Fiú és a Szentlélek nevében. Én Držiha apát írom ezt a földről, melyet Zvonimir, a horvátok királya adományoz a Szent Lúcia templomnak. Tanúskodnak ezért Desimir korbavai zsupán, Likai Márton, Vinodoli Piribieg és Otoki Jakab. Aki ezt tagadja, átkozza meg Isten, a tizenkét apostol, a négy evangélista és Szent Lúcia. Ámen. Aki itt él, imádkozzon értük Istenhez. Én, Dobrovit apát, kilenc testvéremmel építettem ezt a templomot Kosmat gróf idejében, aki az egész tartomány felett uralkodott. És azokban a napokban, amikor az otoki (Szent) Miklós (plébániát) egyesítették a Szent Lúcia (plébániával). |

Óhorvát olvasat

Probléma esetén lásd:Médiafájlok kezelése.

## Jelentősége
A tábla Zvonimir horvát király birtokadományozását rögzíti a Szent Lúcia templomot felépítő bencés apátságnak. A glagolita írással (az óegyházi szláv első ábécéje, amit Szent Cirill hozott létre) írt szöveg az első, ami először említi Horvátországot, illetve a horvátokat horvát nyelven. Betűi a kerek (macedón) és a szögletes (horvát) glagolita ábécé közötti átmenetet képezik. Nyelve horvát-ószláv.